# Port lotniczy Gisenyi
Port lotniczy Gisenyi – port lotniczy zlokalizowany w mieście Gisenyi, w Rwandzie. Jest to piąty co do wielkości aeroport tego kraju.